# Адела Юшич
Адела Юшич (босн. Adela Jušić; нар. 20 жовтня 1982) — відома боснійська художниця і активістка з Сараєво (Боснія і Герцеговина). У своїй художній практиці вона грає з різними формами мистецтва, фокусуючись на темі прав людини.

## Біографія
Закінчила Академію красних мистецтв в Університеті Сараєво і отримала магістерський ступінь з демократії та прав людини в Південно-Східній Європі при Університетах Сараєво і Болоньї. З 2010 року вона є співзасновницею та працює в Асоціації культури і мистецтва «CRVENA». Адела Юшич отримала кілька мистецьких премій: YVAA Zvono в 2010 р як краща молода боснійська художниця; Henkel Young Artists Prize в 2011 р .; 54th October Salon Special Award в 2013 р
Вона брала участь у великій кількості міжнародних виставок, конференцій та художніх зустрічей, наприклад, в Лондонській школі економіки і Королівському коледжі мистецтв у Лондоні, а також в програмах арт-резиденцій. Роботи Адели виставлялися на сотні міжнародних виставок.

## Персональні виставки
2013 Ride the Recoil, Triple Canopy online project, Нью-Йорк

## Групові виставки
- 2014 March 8th — What Has Our Struggle Given Us? II, Історичний музей Боснії і Герцеговини, Сараєво
- 2013 Art and Conflict, Workshop 1 — Art and Memory, Королівський коледж мистецтв, Лондон
- 2011 I Will Never Talk About The War Again, Färgfabriken — Центр сучасного мистецтва, архітектури, суспільства, Стокгольм Вибрані нагороди
- 2011 Henkel Young Artists Prize CEE, Відень
- 2010 Zvono Award for the best Bosnian young artist, Сараєво